# Rudolf Protiva
Rudolf Protiva (6. března 1908 v Jenečku – 17. ledna 1949, Hesnaes, ostrov Falster Dánsko) byl československý pilot v RAF.

## Život

### Před druhou světovou válkou
Po studiu na Obchodní akademii absolvoval vojenskou základní službu, v roce 1928 nastoupil v Košicích do Školy pro důstojníky pěchoty v záloze a roku 1933 byl povýšen na poručíka pěchoty. V roce 1936 složil státní civilní zkoušky na pilota turistických letadel. Před druhou světovou válkou závodil na motocyklech, patřil k nejlepším československým jezdcům.

### Za druhé světové války
Po obsazení Československa odešel 14. června 1939 do Polska a v Krakově se přihlásil do československé zahraniční armády. Rozhodl se v Polsku zůstat, prožil zde začátek druhé světové války a hromadný ústup na východ. V zimě 1939/1940 byl internován sovětskou armádou v Suzdale a po propuštění v únoru 1941 a odjel ze Sovětského svazu do Velké Británie.
Dne 25. července 1941 byl přijat do britského Královského letectva (R.A.F.) a zařazen do pilotního výcviku, který z větší části absolvoval v Kanadě. Poté byl 27. července 1943 převelen k 311. bombardovací peruti jako pilot dvoumotorového Wellingtonu a velitel osádky. Od prosince 1943 do března 1944 se na Bahamských ostrovech přeškoloval na čtyřmotorové letouny B-24 Liberator, na kterých pak od dubna 1944 létal protiponorkové hlídky nad Biskajským zálivem v rámci 311. perutě. Dne 23. dubna 1945 zaútočil až u pobřeží Švédska na německou těžce ozbrojenou loď. Jejich Liberator byl vážně poškozen protiletadlovou palbou a s jedním hořícím motorem doletěl Protiva do Skotska.

### Po druhé světové válce
Po skončení války létal do prosince 1945 pro Transportní skupinu dopravní lety hlavně mezi Velkou Británií a Prahou. V roce 1946 nastoupil jako pilot u nizozemské letecké společnosti KLM a létal na dopravních strojích linky z Nizozemí do Francie, Itálie, do severní Afriky a přes Indii do Singapuru.
Zahynul 17. ledna 1949 při havárii dopravního letounu Cessna UC-78C Bobcat reg. PH NAZ letecké společnosti Aero Holland N.V. poblíž Hesnaes, ostrov Falster, Dánsko. Zahynuli oba piloti (Rudolf Protiva a W. F. de Jong), jediiným pasažérem a přeživším byl nizozemský politik Koos Vorrink.
Rudolf Protiva zemřel v čs. hodnosti major letectva. Za svou válečnou činnost byl vyznamenán dvakrát Čs. medailí Za chrabrost, dvakrát Čs. válečným křížem a mnoha britskými řády. Čestné občanství města Hostivice in memoriam mu udělilo Zastupitelstvo města Hostivice 1. června 2006 jako ocenění aktivní účasti v boji za svobodu.